# Brzezinki (powiat grójecki)
Brzezinki – wieś sołecka w Polsce położona w województwie mazowieckim, w powiecie grójeckim, w gminie Warka. Dawniej znane jako Dębówka.
W roku 1912 notowana jako Towarzystwo Brzezinki. Pierwszy oficjalny zapis tej nazwy pochodzi z roku 1921 - kolonia. 
W latach 1975–1998 miejscowość należała administracyjnie do województwa radomskiego.